# The Odyssey
The Odyssey es el sexto álbum oficial de la banda de metal progresivo Symphony X lanzado en el año 2002.

## Lista de canciones
1. "Inferno (Unleash The Fire)" - 5:32
2. "Wicked" - 5:32
3. "Incantations Of The Apprentice" - 4:21
4. "Accolade II" - 7:06
5. "King Of Terrors" - 6:19
6. "The Turning" - 4:44
7. "Awakenings" - 8:21
8. "The Odyssey" - 24:09

## Pistas adicionales
1. "Masquerade '98"*
2. "Frontiers"**

- (*) Bonustrack edición limitada
- (**) Bonustrack japonés

## Formación
- Russell Allen - Voz
- Michael Romeo - Guitarra eléctrica y acústica (orquestación y programación)
- Michael Pinella - Teclados y pianos
- Jason Rullo - Batería
- Michael Lepond - Bajo eléctrico

- Datos: Q917111